# Thomas Archer Hirst
Thomas Archer Hirst (22 avril 1830 - 16 février 1892) est un mathématicien anglais du XIXe siècle, spécialisé en géométrie. Il reçoit la Médaille royale de la Royal Society en 1883.

## Biographie

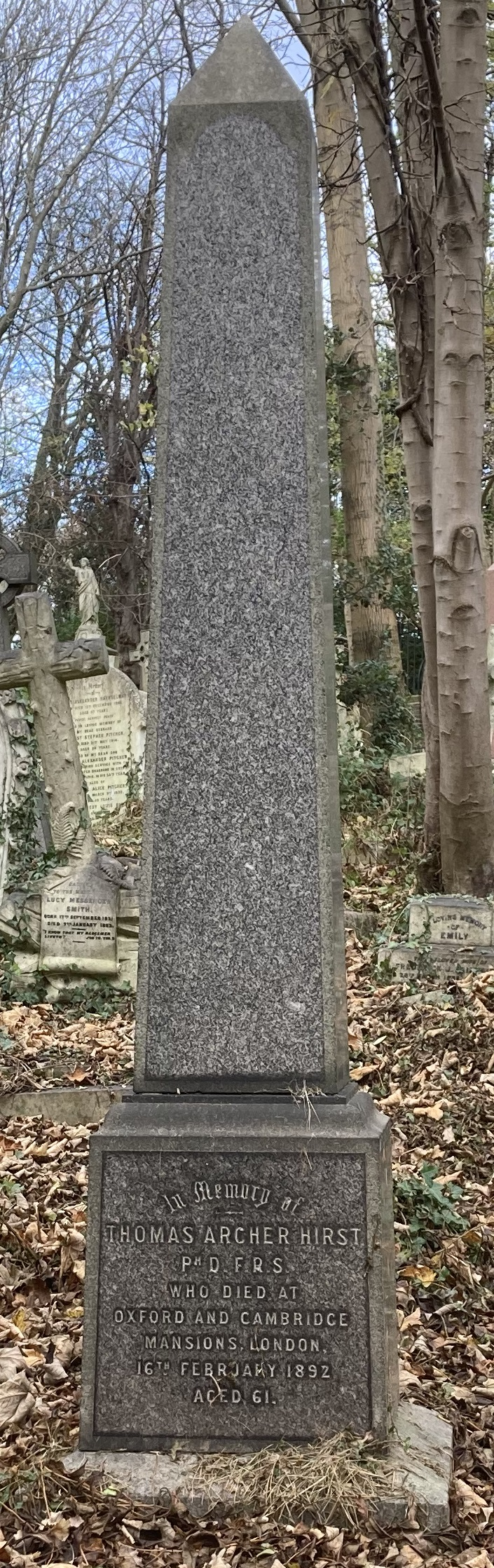
Tombe de Thomas Archer Hirst au cimetière de Highgate

Thomas Hirst est né à Heckmondwike, dans le Yorkshire, en Angleterre, où ses deux parents sont issus de familles du commerce de la laine. Il est le plus jeune de quatre fils. La famille déménage à Wakefield pour que les garçons puissent fréquenter une meilleure école. Thomas fréquente la Wakefield Proprietary School pendant quatre ans à partir de 1841. De ces jours, il a dit  ". . . Je pouvais obtenir l'instruction la plus rudimentaire et la plus nécessaire. Je me souviens cependant qu'ici les mathématiques étaient mon étude préférée. . .". Il quitte l'école à quinze ans pour travailler comme apprenti ingénieur à Halifax, arpentant les chantiers de lignes de chemin de fer. C'est là qu'il rencontre John Tyndall, dix ans plus âgé que Hirst et travaillant comme ingénieur dans la même entreprise.
À la fin de son adolescence, à l'instigation de Tyndall, Hirst décide d'aller en Allemagne pour suivre des études, d'abord en chimie. Il obtient finalement un doctorat en mathématiques de l'Université de Marbourg en 1852 sous la direction de Friedrich Ludwig Stegmann. En 1853, il assiste aux cours de géométrie de Jakob Steiner à l'Université de Berlin. Hirst épouse Anna Martin en 1854 et passe une grande partie de la décennie des années 1850 sur le continent européen, où il fréquente de nombreux mathématiciens et utilise sa richesse héritée pour subvenir à ses besoins.
De 1860 à 1864, Hirst enseigne à l'University College School, mais démissionne parce qu'il voulait plus de temps pour ses recherches mathématiques. Il est nommé professeur de physique à l'University College de Londres en 1865, et il succède à Auguste De Morgan à la chaire de mathématiques à l'UCL en 1867. En 1873, il est nommé premier directeur d'études au nouveau Royal Naval College de Greenwich. Il prend sa retraite de ce poste en 1882, pour être remplacé par William Davidson Niven.
À partir des années 1860, Hirst consacre également une grande partie de son temps en Angleterre aux comités administratifs de la science britannique. Il est un membre actif des conseils d'administration de la Royal Society, de la British Science Association et de la London Mathematical Society. Il est le président fondateur d'une association pour réformer les programmes scolaires de mathématiques et œuvre également pour promouvoir l'éducation des femmes. Aux côtés de son vieil ami Tyndall, Hirst est membre du London X-Club de Thomas Henry Huxley. Il meurt à Londres en 1892, quatre semaines après avoir fait la dernière entrée dans son journal, et est enterré du côté est du cimetière de Highgate  .

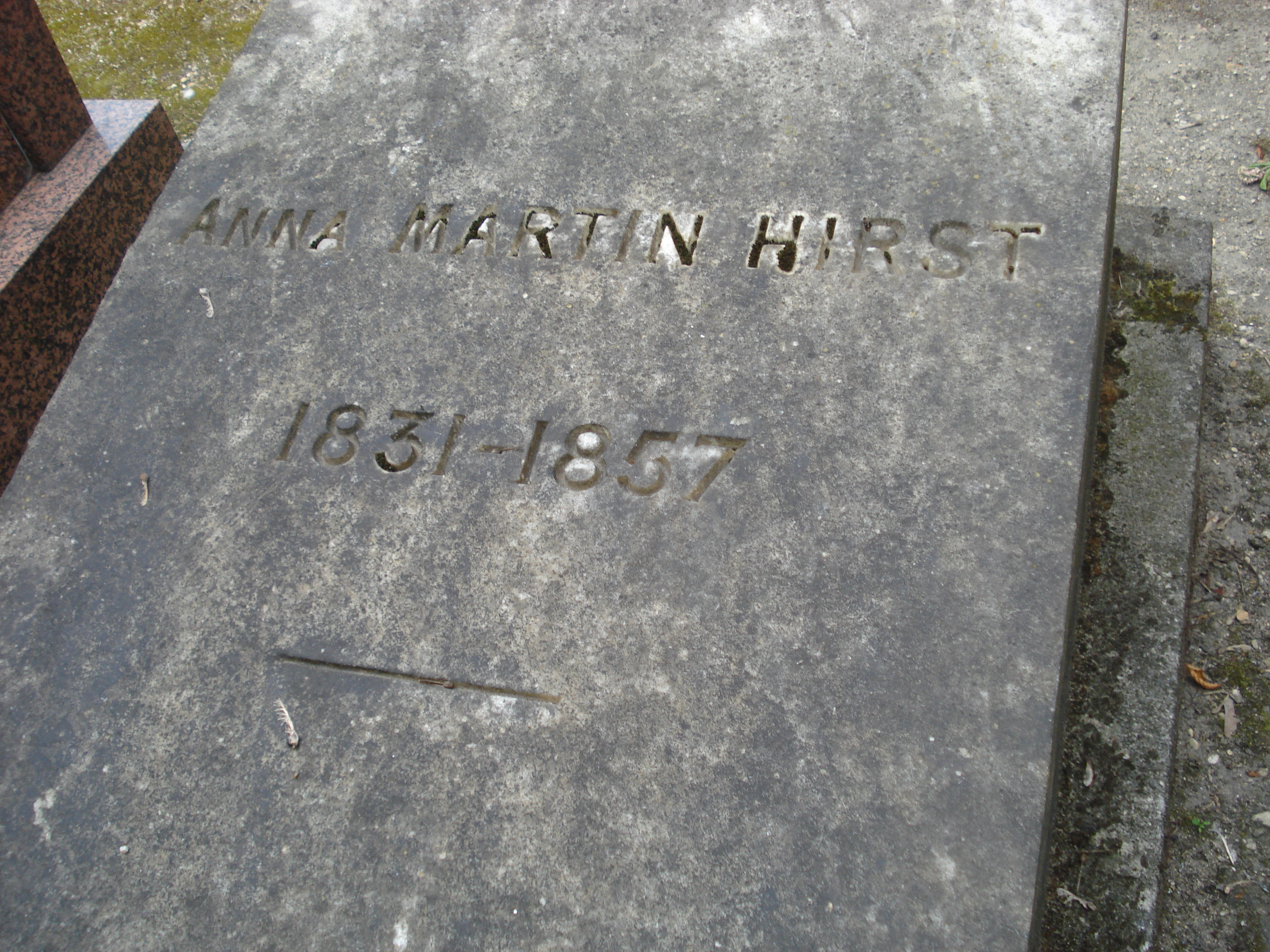
Anna Martin-Hirst (1831–1857), épouse de Thomas Archer Hirst, inhumée au cimetière de Montmartre